# Inside Amy Schumer
Inside Amy Schumer é uma série de televisão americana do gênero comédia criada pela comediante e atriz Amy Schumer. A série estreou no dia 30 de abril de 2013 no Comedy Central. Amy Schumer e Daniel Powell são os produtores executivos da série. Inside Amy Shumer completou a segunda temporada em 3 de junho de 2014 e foi renovada para a terceira uma semana depois. A terceira temporada foi prevista para estreiar no dia 21 de abril de 2014.
No Brasil a série estreou no Comedy Central no dia 14 de abril de 2015

## Ligações Externas
- «Sítio oficial»
- Inside Amy Schumer. no IMDb.